# Othman El Ferdaous
Othman El Ferdaous, né le 13 janvier 1979, est un homme politique marocain. Depuis le 6 avril 2020, il est le ministre de la Culture, de la Jeunesse et des Sports du Maroc.
Entre 2008 et 2016, il est directeur et chargé de mission chez Mena Media Consulting, une société impliquée dans la surveillance des réseaux sociaux au Maroc. En particulier, cette société procédait au « fichage et profiling des activistes s'exprimant sur des blogs et des réseaux sociaux ».

## Biographie

### Formation
Après des études secondaires au Lycée Lyautey de Casablanca, où il obtient son Baccalauréat en 1997, Othman El Ferdaous sort diplômé de Audencia Business School à Nantes en 2003.

### Carrière professionnelle
Entre 2003 et 2006, Othman El Ferdaous exerce le métier d'auditeur conseil chez PricewaterhouseCoopers à Paris, notamment sur des missions de commissariat aux comptes dans le secteur bancaire et financier. En parallèle, il obtient en 2008 un master en journalisme de Science Po Paris et un master exécutif en 2016 de l'ENA, cycle des hautes études européennes, promotion Ursula von der Leyen.
De 2008 à 2016, il est directeur et chargé de mission chez Mena Media Consulting, une société de conseil en communication institutionnelle puis fonde, en 2016, Europa Conseil dans le même secteur.

### Carrière politique
Le 5 avril 2017, il est nommé secrétaire d’Etat auprès du ministre de l’Industrie, de l’investissement, du Commerce et de l’Économie numérique, chargé de l’Investissement, un poste qu'il occupe jusqu'en octobre 2019.
Le 7 avril 2020, le roi Mohammed VI nomme Othman El Ferdaous ministre de la Culture, de la Jeunesse et des Sports,. Il succède à Hassan Abyaba, limogé par le roi Mohammed VI.

### Vie privée
Il est originaire de Tafraout. Son père Abdellah Ferdaous était un ancien entrepreneur, homme politique et président du club de football le Raja de Casablanca.
Othmane est marié et père de deux enfants. Il parle quatre langues : arabe, berbère, français et anglais.

## Travaux et publications
Othman El Ferdaous est l'auteur de plusieurs publications dans la presse, notamment sur les relations entre le Maroc et l'Europe.
- « Les conséquences mal anticipées du Traité de Lisbonne sur la politique européenne du Maroc » en janvier 2017[11]
- « Routes de la soie : le Maghreb assiste impuissant au déclin économique de l’Europe » en novembre 2016[12]
- « Le Brexit et l'inquiétante myopie stratégique de Bruxelles en Méditerranée » en  juillet 2016[13]